# Danabari
Danabari (nepalski: दानाबारी) – gaun wikas samiti we wschodniej części Nepalu w strefie Meći w dystrykcie Ilam. Według nepalskiego spisu powszechnego z 2001 roku liczył on 2400 gospodarstw domowych i 12693 mieszkańców (6342 kobiet i 6351 mężczyzn).